# Paolo Maldini
Paolo Maldini (n. 26 iunie 1968, Milano, Italia) este un fost fotbalist italian. Maldini a jucat pe postul de fundaș și predominant pe flancul stâng sau în centru. A jucat pentru AC Milan pe parcursul întregii sale cariere.
Debutul lui Maldini în Serie A s-a petrecut în 1985. Acesta a avut o carieră strălucitoare cu AC Milan, câștigând până în 2004 de șapte ori Serie A și de cinci ori Liga Campionilor UEFA. A fost considerat cel mai bun fundaș din lume la apogeul carierei sale și este recunoscut pentru calitățile sale defensive, influența din teren și temperamentul calm.
Maldini s-a retras la 41 de ani după ce a jucat 24 de sezoane pentru AC Milan.
Maldini a deținut recordul de selecții în echipa națională de fotbal a Italiei până în iulie 2009, fiind depășit de Fabio Cannavaro. Totuși, acesta n-a reușit să câștige nici un trofeu cu echipa Italiei deși a participat la Campionatul Mondial din 1994 și la Campionatul European din 2000. S-a retras din echipa națională după Campionatul Mondial din 2002, pentru care a jucat de 126 ori, înscriind 7 goluri. Maldini a mai jucat și la Campionatele Mondiale din 1990, 1998 precum și la Campionatele Europene din 1988 și 1996.
Tatăl lui Paolo, Cesare Maldini, a fost la rândul său căpitanul lui AC Milan în anii 1960, câștigând Liga Campionilor în 1963.

## Statistici carieră

### Club
| Club         | Sezon        | Serie A | Serie A | Coppa Italia | Coppa Italia | Europa1 | Europa1 | Altele2 | Altele2 | Total   | Total  |
| Club         | Sezon        | Meciuri | Goluri  | Meciuri      | Goluri       | Meciuri | Goluri  | Meciuri | Goluri  | Meciuri | Goluri |
| ------------ | ------------ | ------- | ------- | ------------ | ------------ | ------- | ------- | ------- | ------- | ------- | ------ |
| Milan        | 1984–85      | 1       | 0       | —            | —            | —       | —       | —       | —       | 1       | 0      |
| Milan        | 1985–86      | 27      | 0       | 6            | 0            | 6       | 0       | 1       | 0       | 40      | 0      |
| Milan        | 1986–87      | 29      | 1       | 7            | 0            | —       | —       | 13      | 0       | 37      | 1      |
| Milan        | 1987–88      | 26      | 2       | 1            | 0            | 2       | 0       | —       | —       | 29      | 2      |
| Milan        | 1988–89      | 26      | 0       | 7            | 0            | 7       | 0       | —       | —       | 40      | 0      |
| Milan        | 1989–90      | 30      | 1       | 6            | 0            | 8       | 0       | 3       | 0       | 47      | 1      |
| Milan        | 1990–91      | 26      | 4       | 3            | 0            | 4       | 0       | 2       | 0       | 35      | 4      |
| Milan        | 1991–92      | 31      | 3       | 7            | 1            | —       | —       | —       | —       | 38      | 4      |
| Milan        | 1992–93      | 31      | 2       | 8            | 0            | 10      | 1       | 1       | 0       | 50      | 3      |
| Milan        | 1993–94      | 30      | 1       | 2            | 0            | 10      | 1       | 4       | 0       | 46      | 2      |
| Milan        | 1994–95      | 29      | 2       | 1            | 0            | 11      | 0       | 2       | 0       | 43      | 2      |
| Milan        | 1995–96      | 30      | 3       | 3            | 0            | 8       | 0       | —       | —       | 41      | 3      |
| Milan        | 1996–97      | 26      | 1       | 3            | 0            | 6       | 0       | 1       | 0       | 36      | 1      |
| Milan        | 1997–98      | 30      | 0       | 7            | 0            | —       | —       | —       | —       | 37      | 0      |
| Milan        | 1998–99      | 31      | 1       | 2            | 0            | —       | —       | —       | —       | 33      | 1      |
| Milan        | 1999–00      | 27      | 1       | 4            | 0            | 6       | 0       | 1       | 0       | 38      | 1      |
| Milan        | 2000–01      | 31      | 1       | 4            | 0            | 14      | 0       | —       | —       | 49      | 1      |
| Milan        | 2001–02      | 15      | 0       | —            | —            | 4       | 0       | —       | —       | 19      | 0      |
| Milan        | 2002–03      | 29      | 2       | 1            | 0            | 19      | 0       | —       | —       | 49      | 2      |
| Milan        | 2003–04      | 30      | 0       | —            | —            | 9       | 0       | 3       | 0       | 42      | 0      |
| Milan        | 2004–05      | 33      | 0       | —            | —            | 13      | 1       | 1       | 0       | 47      | 1      |
| Milan        | 2005–06      | 14      | 2       | —            | —            | 9       | 0       | —       | —       | 23      | 2      |
| Milan        | 2006–07      | 18      | 1       | —            | —            | 9       | 0       | —       | —       | 27      | 1      |
| Milan        | 2007–08      | 17      | 1       | —            | —            | 4       | 0       | 2       | 0       | 23      | 1      |
| Milan        | 2008–09      | 30      | 0       | —            | —            | 2       | 0       | —       | —       | 32      | 0      |
| Career Total | Career Total | 647     | 29      | 72           | 1            | 161     | 3       | 22      | 0       | 902     | 33     |

1European competitions include the Liga Campionilor UEFA and Cupa UEFA

2Altele tournaments include the Supercoppa Italiana, Supercupa Europei, Cupa Intercontinentală și Campionatul Mondial al Cluburilor FIFA

3Play-off for Cupa UEFA admission

### Internațional

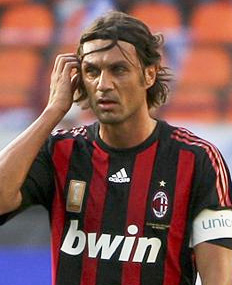
Maldini a apărut în mai mult de 600 de meciuri pentru AC Milan în peste 25 de sezoane

| Italia | Italia  | Italia |
| An     | Meciuri | Goluri |
| ------ | ------- | ------ |
| 1988   | 10      | 0      |
| 1989   | 7       | 0      |
| 1990   | 11      | 0      |
| 1991   | 8       | 0      |
| 1992   | 7       | 0      |
| 1993   | 5       | 2      |
| 1994   | 12      | 0      |
| 1995   | 7       | 1      |
| 1996   | 7       | 0      |
| 1997   | 11      | 2      |
| 1998   | 11      | 1      |
| 1999   | 7       | 1      |
| 2000   | 11      | 0      |
| 2001   | 7       | 0      |
| 2002   | 5       | 0      |
| Total  | 126     | 7      |

### Goluri internaționale
| #  | Data              | Stadion          | Oponent           | Scor | Rezultat | Competiția                                             |
| -- | ----------------- | ---------------- | ----------------- | ---- | -------- | ------------------------------------------------------ |
| 1. | 20 ianuarie 1993  | Florența, Italia | Mexic             | 2–0  | Win      | Meci amical                                            |
| 2. | 24 martie 1993    | Palermo, Italia  | Malta             | 6–1  | Win      | Calificările pentru Campionatul Mondial de Fotbal 1994 |
| 3. | 11 noiembrie 1995 | Bari, Italia     | Ucraina           | 3–1  | Win      | Preliminariile Campionatului European de Fotbal 1996   |
| 4. | 29 martie 1997    | Trieste, Italia  | Republica Moldova | 3–0  | Win      | Calificările pentru Campionatul Mondial de Fotbal 1998 |
| 5. | 30 aprilie 1997   | Neapole, Italia  | Polonia           | 3–0  | Win      | Calificările pentru Campionatul Mondial de Fotbal 1998 |
| 6. | 22 aprilie 1998   | Parma, Italia    | Paraguay          | 3–1  | Win      | Meci amical                                            |
| 7. | 5 iunie 1999      | Bologna, Italia  | Țara Galilor      | 4–0  | Win      | Preliminariile Campionatului European de Fotbal 2000   |

## Palmares
AC Milan
- Serie A (7): 1987–88, 1991–92, 1992–93, 1993–94, 1995–96, 1998–99, 2003–04
- Coppa Italia (1): 2002–03
- Supercoppa Italiana (5): 1988, 1992, 1993, 1994, 2004
- Cupa Campionilor Europeni/Liga Campionilor (5): 1988–89, 1989–90, 1993–94, 2002–03, 2006–07
- Supercupa Europei (5): 1989, 1990, 1994, 2003, 2007
- Cupa Intercontinentală (2): 1989, 1990
- Campionatul Mondial al Cluburilor FIFA (1):: 2007

### Echipa națională
- Campionatul Mondial de Fotbal Locul trei: 1990
- Campionatul Mondial de Fotbal Locul doi:  1994
- Campionatul European de Fotbal: Locul doi 2000

Individual
- Fotbalistul european al anului sub 21: 1

1989
- Echipa Campionatului Mondial 1994:: 1

1994
- Echipele Campionatului European: 3

1988, 1996, 2000
- FIFA World Cup All-Star Team: 2

1990, 1994
- UEFA Champions League Final Man of the Match: 1

2003
- 1995 FIFA World Player of the Year (1): Balonul de Argint
- Ballon d'Or premiul de bronz (2): 1994, 2003
- Fundașul anului din Serie A: 1: 2004
- Inclus în FIFA 100
- Echipa anului UEFA (2): 2003, 2005
- Echipa anului ESM: 4

1994–95, 1995–96, 1999–2000, 2002–03
- FIFPro World XI: 1

2005
- Cel mai bu fundaș UCL: 1

2007
- Căpitanul Italiei: 1

1994–2002
- Liga Campionilor UEFA Premiul pentru realizări: 1

2009
- Cele mai multe apariții din istoria AC Milantimpurile: 1

902
- Liga Campionilor UEFA Recordul pentru cele mai multe apariții: 1

168
- Cele mai multe apariții din Serie A: 1

647